# Microcavia niata
Microcavia niata is een zoogdier uit de familie van de cavia-achtigen (Caviidae). De wetenschappelijke naam van de soort werd voor het eerst geldig gepubliceerd door Thomas in 1898.

## Voorkomen
De soort komt voor in Chili en Bolivia.